# Primula gemmifera
Primula gemmifera là một loài thực vật có hoa trong họ Anh thảo. Loài này được Batalin miêu tả khoa học đầu tiên năm 1891.